# Nationalerziehung
Die Nationalerziehung (seltener auch Nationalpädagogik) ist der Prozess der bewussten und/oder unbewussten Vermittlung „nationalkultureller“ Werte, Normen, Traditionen, Verhaltens- und Einstellungsmuster durch staatliche (z. B. Schule) und/oder gesellschaftliche (z. B. Familie, Massenmedien) Institutionen. Die Methodik und Didaktik der Nationalerziehung ist zeitgebundenen Veränderungen ausgesetzt. Gleich bleibend ist jedoch die Fokussierung auf das Subjekt der Nation bzw. des Nationalstaates als Bezugsgegenstand und Bezugsrahmen individueller und kollektiver Erziehung.

## Ziele
Nationalerziehung will Normen, Werte usw. vermitteln, die einen für alle Angehörigen einer Nation verbindlichen Status zugesprochen bekommen. In der Regel ist das inhaltliche Ziel die Erziehung der Menschen zu loyalen und aktiven Staatsbürgern im Sinne einer etablierten nationalen Staats- und Gesellschaftsphilosophie. Lange Zeit stand dabei die Vermittlung eines positiv verstandenen Nationalbewusstseins (vergleiche auch: Identitätsbewusstsein), d. h. des Bewusstseins, einem zeitlich-historischen Kontinuum anzugehören, welches sich auf gemeinsame Merkmale (z. B. Sprache, Abstammung) und kollektive Erfahrungen gründet, sowie die Vermittlung von Wissen über geschichtliche, politische und gesellschaftliche Strukturen, Prozesse und/oder Ereignisse im nationalstaatlichen bzw. „kulturnationalen“ Kontext, im Mittelpunkt der Nationalerziehung.

### Nationalkulturelle Abgrenzung als Legitimationsinstrument
Die Annahme der Existenz bzw. die Konstruktion „nationalkultureller“ Werte ermöglicht eine Abgrenzung zu anderen Nationen und die Legitimierung unterschiedlicher Wertesysteme zur unterschiedlichen Anwendung innerhalb und außerhalb einer Nation. Häufig ist die Konstruktion eines solchen Unterschiedes erforderlich, wenn eine Nation Ressourcen beansprucht, über die eine andere Nation jedoch die Verfügungsgewalt hat. Die Funktion der Nation kann sogar gerade darin bestehen, als Legitimationsinstrument zu dienen und Eingriffe in andere Nationen mit anderen „Nationalkulturen“ zu rechtfertigen. Die dafür erforderliche Konditionierung habe die Nationalerziehung zu leisten – eine Idee, die in Deutschland zuerst von der Romantik und in der preußischen Reformzeit (so von Johann Gottlieb Fichte und Friedrich Ludwig Jahn) in Abgrenzung von der kulturellen Hegemonie Frankreichs und später vom Historismus propagiert wurde. Da das politisch zersplitterte Deutschland keine ethnisch klar fixierbaren Grenzen gegenüber den Nachbarstaaten hatte, versuchte man eine Nationalkultur und ein Nationalbewusstsein auf ethnischer Grundlage zu begründen.
Ein praktisches Beispiel der Nutzung einer Nationalerziehung gibt China bei der Übernahme von Begriffen, deren Eindringen in die chinesische „Nationalkultur“ nicht abgewehrt werden kann. Begriffe wie „Menschenrechte“, „Rechtsstaatlichkeit“ und „Marktwirtschaft“ erhalten das Attribut „in chinesischer Färbung“ (Zhong Guo Te Se, 中国特色) und damit eine kontrollierte neue Bedeutung. Diese Praxis der Nationalerziehung zeigt, dass „Nationalkultur“ existiert, Nationalerziehung sich aber nicht nur auf die Vermittlung einer statischen und immer schon da gewesenen Nationalkultur beschränkt, sondern zur bedarfsgerechten Konstruktion einer instrumentalisierbaren Nationalkultur verwendet wird. Unter autoritären Regimen wird der Bedarf dabei nur von wenigen Offiziellen verordnet, aber auch in demokratischen Gesellschaften ist Nationalerziehung als Instrument einer rekursiv konstruierten Rechtfertigungsethik im Einsatz. Konkrete Beispiele liefern hier insbesondere kriegsführende Nationen.